# LitRPG
LitRPG, съкращение на Literary Role Playing Game, е жанр от фантастичната литература, част от киберпънка и „accidental travel“. Героите са част от виртуалния свят на компютърните игри.
LitRPG идва в литературата от интернет, където са публикувани първите произведения в този жанр. Основата на сюжета в книгите от LitRPG е взаимодействието между реалния свят и света на компютърните игри. Главният герой или се оказва във вселената на компютърна игра, или тя започва да прониква в истинския свят. Най-известните произведения в този жанр са „Играч първи, приготви се“ на Ърнест Клайн и серията книги „Пътят на шамана“ на Василий Маханенко.